# 地質構造

断層
A. 横ずれ断層
B. 正断層
C. 逆断層

地質構造（ちしつこうぞう、英語: geological structure）とは、地球上に形成された、あるいは地殻変動などによって生じた様々な岩石や地層の形態や構造などの総称である。以下に示す整合・不整合・断層・貫入などの相互関係は、地層や岩石の産出状況と共に「産状（さんじょう）」と呼ばれる。

## 褶曲・断層
地層の側方から大きな力が掛かった際に、地層が曲がりくねるように変形する現象のことを「褶曲（しゅうきょく）」という。地下の地層もしくは岩盤に力が加わって割れ、割れた面に沿ってずれ動いて食い違いが生じた状態を「断層（だんそう）」という。

## 整合・不整合
地層は、堆積する速度に変化はあるものの、おおむね連続して堆積している。これを「整合（せいごう）」と呼ぶ。これに対し、地層と地層の境界に非常に長い不連続があり、侵食により一部の地層が欠落しているものを「不整合（ふせいごう）」という。堆積が止まっている間に、地層が侵食されたり、傾いたり、褶曲したりといった変動があることも多い。そのようなところに、再び水平に地層が堆積したりする。下の地層と上の地層が平行なものを「平行不整合（へいこうふせいごう）」と呼び、上の地層と下の地層が傾いていたり、下の地層が褶曲したりしているものを「傾斜不整合（けいしゃふせいごう）」と呼ぶ。傾斜不整合は地層欠如が大きく、大規模な地殻変動の証拠でもある。また、下の地層が火成岩からなる場合は、「非整合（ひせいごう）」と呼ぶこともある。不整合の関係にある地層境界は「不整合面（ふせいごうめん）」と呼ばれる。

## 貫入
既に形成された地層などを別の岩石が切って貫いていることがあり、これを「貫入（かんにゅう）」と呼ぶ。例えば、マグマが地層や岩石内を貫いて固まり、新しい火成岩体を生み出すことがある (貫入岩) 。